# Heinrich Schaefer (Schriftsteller)
Heinrich Anton Maria Schaefer (geboren am 6. Februar 1889 in Zabern im Elsass; gestorben am 16. November 1943 in Glasow (Blankenfelde-Mahlow) bei Berlin) war ein deutscher Schriftsteller und Nordist. Er war Mitarbeiter der expressionistischen Zeitschrift Die Aktion.

## Leben
Heinrich Schaefer studierte an der Universität Straßburg Germanistik, wo er 1912 mit einer Arbeit über altnordische Thidrekssaga promovierte. 1919 ging er nach Berlin, wo er als Studienrat arbeitete und kleinere Beiträge, experimentelle Kurzprosa und Gedichte in Zeitschriften veröffentlichte, vor allem in der Aktion, die ihm 1916 sogar eine Sondernummer widmete. 1933 wurde er vom Schuldienst suspendiert und 1937 entlassen.

## Bibliografie
- Waffenstudien zur Thidrekssaga (= Acta Germanica, Neue Reihe 3). Dissertation. Mayer & Müller, Berlin 1912 (Digitalisat).
- Gefangenschaft (= Aktionsbücher der Aeternisten 8). Roman. Aktion, Berlin-Wilmersdorf 1918.
- Drei Erzählungen (= Der Rote Hahn 18). Aktion, Berlin-Wilmersdorf 1918 (enthält: Augen; Das weiße Männchen; Zerpressung).

Sammlungen
- Prosa und Gedichte : Eine Auswahl (= Vergessene Autoren der Moderne 20). Mit einem Nachwort hrsg. von Jens Malte Fischer. Univ.-Gesamthochschule Siegen, Siegen 1986.
- Mein letztes Werk sei Gift! : Der Roman „Gefangenschaft“ und andere Texte. Herausgegeben von Adela Sophia Sabban und Claus Zittel. C. W. Leske Verlag, Düsseldorf 2022, ISBN 978-3-946595-21-2.